# Gornja Prekopa
Gornja Prekopa (pronuncia [ˈɡoːɾnja ˈpɾeːkɔpa]) è un insediamento (naselje) di 107 abitanti, della municipalità di Kostanjevica na Krki nella regione statistica della Oltresava Inferiore in Slovenia.
L'area faceva tradizionalmente parte della regione storica della Bassa Carniola, ora invece è inglobata nella regione della Oltresava Inferiore.
La chiesa del paese del XX secolo è dedicata alla Vergine Maria.